# Michael E. Brown
| Michael (Mike) E. Brown           |                   |
| Kuipergordel-objecten ontdekt: 14 |                   |
| Quaoar                            | 4 juni 2002       |
| Sedna                             | 14 november 2003  |
| Orcus                             | 17 februari 2004  |
| Eris                              | 8 januari 2005    |
| Dysnomia                          | 10 september 2005 |

Michael ("Mike") E. Brown (Huntsville (Alabama), 5 juni 1965) is hoogleraar planetaire astronomie bij Caltech sinds 2003. Hij was daar een associate professor van 2002 tot 2003 en een assistent-professor van 1997 tot 2002.

## Jeugd en Onderwijs
Brown werd geboren in Huntsville, Alabama, Verenigde Staten, en studeerde van Virgil Grissom High School af in 1983. Brown kreeg zijn A.B. in natuurkunde in 1987 van Princeton-universiteit. Daarna studeerde hij bij de Universiteit van Californië - Berkeley, waar hij zijn Doctor of Philosophy in astronomie kreeg in 1994.

## Ontdekkingen
Brown is bekend in de wetenschappelijke gemeenschap voor zijn onderzoek naar objecten (planetoïden) in de verdere regionen van het zonnestelsel. Hij en zijn medewerkers hebben veel Kuipergordel-objekten ontdekt. De meest beroemde zijn de dwergplaneet Eris, een Transneptunische object dat men toentertijd groter achtte dan Pluto, en Sedna,
een planetoïde dat waar men van denkt dat het eerste voorwerp is dat in de Oortwolk gezien is.
In 2016 ontdekte Brown en zijn rechterhand Konstantin Batigyn sterke aanwijzingen dat er een negende planeet in het zonnestelsel maar buiten de kuipergordel is die zo groot is dat hij de banen van planetoïden beïnvloedt. In de herfst van 2017 zijn zij de zoektocht naar deze planeet gestart.

## Eerbetuigingen en prijzen
In 2006 werd Brown door het tijdschrift Time genoemd als een van de 100 meest invloedrijke personen van dat jaar. In 2007, ontving hij de jaarlijkse Feynmanprijs van Caltech, hun meest prestigieuze eer voor het onderwijs.

## Persoonlijk leven
Brown huwde Dianne Binney op 1 maart 2003. Het koppel heeft een dochter, Lilah Binney Brown, geboren 7 juli 2005.

## Trivia
- Door de ontdekking van Eris, die toentertijd groter dan Pluto werd geacht, werd een nieuwe classificatie voor hemellichamen kleiner dan een planeet en groter dan een planetoïde ingevoerd. Hierdoor degradeerde Pluto van planeet naar dwergplaneet wat Brown de bijnaam “Pluto killer” opleverde.

## Voetnoten
1. 1 2  Brown, Michael, Curriculum vitae. Geraadpleegd op 25 augustus 2006.
2. ↑  Brown, Michael, The electronic trail. Geraadpleegd op 25 augustus 2006.
3. ↑  Overbye, Dennis, "One Find, Two Astronomers: An Ethical Brawl", New York Times, 13 september 2005. Geraadpleegd op 25 augustus 2006.
4. ↑  Lemonick, Michael D., "Mike Brown: Pluto's Worst Nightmare", Time, 30 april 2006. Gearchiveerd op 7 januari 2010. Geraadpleegd op 25 augustus 2006.
5. ↑  Brown, Michael, Mike and Diane's Fabulous Wedding Web Page. Geraadpleegd op 25 augustus 2006.
6. ↑  Brown, Michael, Lilah Binney Brown. Geraadpleegd op 25 augustus 2006.

- Bibsys: 11031797
- Gemeinsame Normdatei: 1023506793
- International Standard Name Identifier: 0000 0000 3625 4927
- Library of Congress Control Number: n2006094700
- MusicBrainz: c0956003-d969-4f44-b370-bca4f263f392
- Mathematics Genealogy Project: 227188
- Bibliotheek van het Japanse parlement: 001122947
- Nederlandse Thesaurus van Auteursnamen: 332371549
- ORCID: 0000-0002-8255-0545
- Système universitaire de documentation: 242545920
- Virtual International Authority File: 56047546
- WorldCat: E39PBJjT44QtWx7Tdr4RFTGbVC

- Wilkinson, Alex, "The Tenth Planet", The New Yorker, 2006-07-24, pp. 50.